# Abtei Noirmoutier

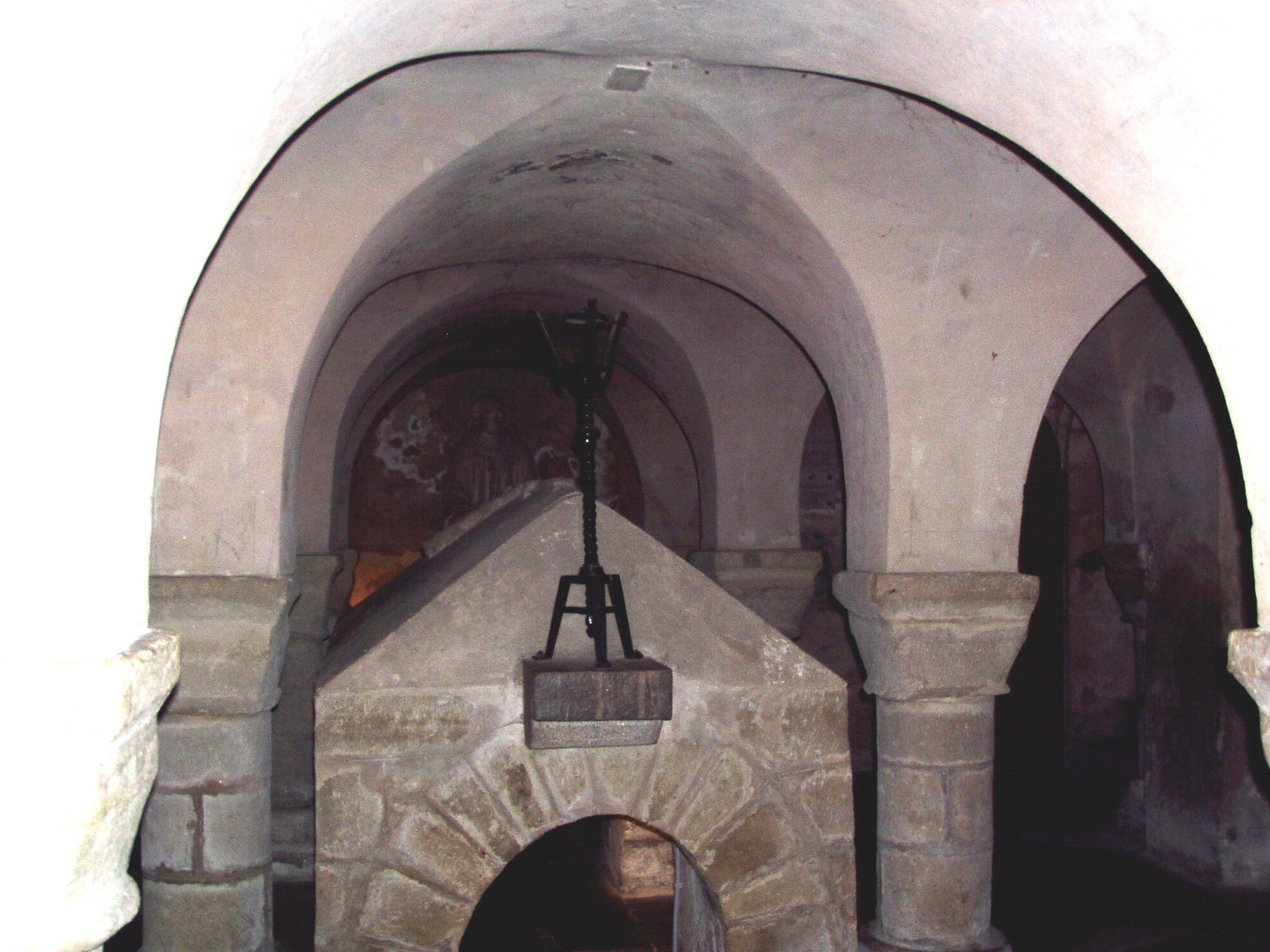
Krypta der ehemaligen Abteikirche

 Die Abtei Noirmoutier war ein Kloster der Benediktiner auf der Insel Noirmoutier, das 676 von Philibert von Jumièges gegründet wurde.

## Geschichte
Philibert hatte die Abtei Jumièges gegründet, war aber mit dem neustrischen Hausmeier Ebroin in Konflikt geraten und musste daraufhin Jumièges verlassen. Er ging zu Ansoald, Bischof von Poitiers, den er bei der Evangelisierung seines Bistums unterstützte, bevor er sich mit einigen Mönchen aus Jumièges auf die Insel Her (lat.: Herus insula), heute Noirmoutier, zurückzog. Am 1. Juli 677 erhielt er von Ansoald dessen Villa Dias, das spätere Saint-Philbert-de-Grand-Lieu, und anderen Grundbesitz, mit dem er die Entwicklung seiner neuen Abtei (lat.: Dias Monasterium) vorantreiben konnte. Philibert starb 684, sein Grab wurde bald zum Ziel von Pilgern der Region.
Aus dem Namen Her wurde Hermoutier und später Noirmoutier („Schwarzmünster“) nach der schwarzen Farbe des Habits der Mönche. Die Gemeinschaft lebte unter anderem von der Bewirtschaftung der Salinen und der Landwirtschaft, trieb zudem Handel mit dem Festland über einen kleinen Hafen. Die Abtei blühte, bis sie im Jahr 732 von den Sarazenen zerstört wurde.
Die Abtei Noirmoutier wurde 804 von Ludwig dem Frommen als König von Aquitanien wiederhergestellt, zwischen 814 und 819 wurde sie dann mehrfach von den Normannen geplündert, während der von Ludwig verbannte Adalhard hier Mönch war. Die Mönche bauten, nachdem sie 819 von Ludwig die Erlaubnis bekommen hatten, den Fluss Boulogne umzuleiten, in Déas am Ufer des Lac de Grand-Lieu eine weitere Abtei, in der sie in den Sommern, das heißt in der Jahreszeit der normannischen Raubzüge, unterkamen. Noirmoutier wurde erneut 824, 830 und 835 geplündert und schließlich 846 niedergebrannt. Danach wurde die Insel Noirmoutier die Basis der Normannen für ihre Aktivitäten im Gebiet der Loire. Am 7. Juni 836 hatten die Mönche mit Erlaubnis Kaiser Ludwigs die Insel endgültig verlassen und waren ganz nach Déas umgesiedelt, wobei sie die Reliquien des Klostergründers mit sich führten. 857 von den Normannen erneut verjagt, flohen sie in die Priorei Cunault (858), dann nach Messay-en-Poitou. 870 waren sie in Saint-Pourçain-sur-Sioule und ab 873 in Tournus, wo sie sich endgültig niederließen und die Abtei Saint-Philibert gründeten.

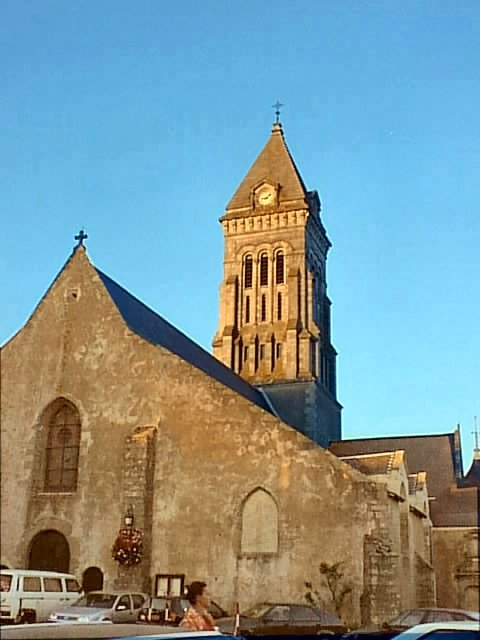
Heutige Pfarrkirche Saint-Philbert

 Das Kloster auf Noirmoutier wurde nicht wieder aufgebaut und um das Jahr 1000 zu einer von Saint-Philibert de Tournus abhängigen Priorei degradiert. Vom Kloster existiert lediglich noch die Krypta, von der auch Teile aus der Gründungsphase der Abtei stammen (Monument historique seit 1898). Über ihr steht mittlerweile die Pfarrkirche von Noirmoutier-en-l’Île, deren Chor und Hauptschiff vom Ende des 11. Jahrhunderts stammen, während die Seitenschiffe aus dem 14. und 16. Jahrhundert datieren. Der 1848 abgebrannte Glockenturm wurde 1875 neu gebaut.
Um 1172 ließ sich eine Gemeinschaft von Zisterziensern auf der Noirmoutier benachbarten Île du Pilier nieder. Im Jahr 1205 erhielten sie die Erlaubnis, auf die Insel Noirmoutier umzuziehen. Die Mönche bauten im Norden der Insel die Abtei La Blanche, auch diese nach der Farbe ihres Habits benannt, die, dem Bischof von Luçon unterstehend, bis zur Revolution 1789 existierte.